# محمدابراهیم اصفهانیان
محمدابراهیم اصفهانیان از سیاستمداران ایرانی بود، که در دوره‌های یازدهم،  دوازدهم و  سیزدهم بعنوان نماینده تبریز در مجلس شورای ملی حضور داشت.